# Muchomůrka citrónová
Muchomůrka citrónová (Amanita citrina) je jedovatá houba z čeledi muchomůrkovitých.

## Popis
Klobouk mívá průměr 4–10 cm. Je polokulovitý, pak sklenutý až rozložený, hladký, často pokrytý bílými až žlutavými strupy. A. citrina var. citrina má klobouk bledě citronově žlutý, A. citrina var. alba má klobouk čistě bílý.
Lupeny jsou bílé, u třeně volné.
Třeň je bílý, s trvalým převislým prstenem (žlutavým nebo bílým) a s širokou odsedlou hlízou neobalenou zbytkem plachetky.
Dužnina je bílá, páchnoucí po syrových bramborech.
Výtrusný prach je bílý.
Je snadno zaměnitelná s muchomůrkou slámožlutou a muchomůrkou zelenou. Je slabě jedovatá. Způsobuje potíže střev a žaludku. Obsahuje bufotenin (ropuší jed) a indolové sloučeniny v nevelkém množství.

## Výskyt
Roste celkem hojně v jehličnatých lesích, smíšených i listnatých lesích; na kyselých, písčitých či hlinitých půdách. Roste jak v nížinách tak i ve větších nadmořských výškách. Lze se s ní setkat téměř všude.

## Synonyma
- Agaricus bulbosus Bull., Herb. Fr. 13: tab. 577 (1793)
- Agaricus citrinus Schaeff., Fung. bavar. palat. nasc. (Ratisbonae) 4: 11, t. 20 (1774)
- Agaricus citrinus Schaeff., Fung. bavar. palat. nasc. (Ratisbonae) 1: tab. 11 (1762)
- Agaricus citrinus Schaeff., Fung. bavar. palat. nasc. (Ratisbonae) 4: 11, t. 20 (1774) var. citrinus
- Agaricus mappa Batsch, Elench. fung. (Halle): 57 (1783)
- Agaricus mappa Willd., Fl. berol. prodr.: 381 (1787)
- Agaricus olivaceus Krombh., Naturgetr. Abbild. Beschr. Schwämme (Prague): tab. 68 (1845)
- Amanita bulbosa Pers., Syn. meth. fung. (Göttingen) 2: 250 (1801)
- Amanita bulbosa var. alba Pers., Traité sur les Champignons Comestibles (Paris): 179 (1818)
- Amanita bulbosa var. citrina (Pers.) Gillet, Hyménomycètes (Alençon): 36 (1874) [1878]
- Amanita bulbosa var. olivacea Gillet, Hyménomycètes (Alençon): 36 (1874) [1878]
- Amanita citrina f. carneifolia Quirin, J. Charb. & Bouchet, Fungi europ. (Alassio) 9: 806 (2004)
- Amanita citrina Pers., Tent. disp. meth. fung. (Lipsiae): 70 (1797) f. citrina
- Amanita citrina f. crassior F. Massart & Rouzeau, Docums Mycol. 29(no. 114): 28 (1999)
- Amanita citrina f. glabra A.G. Parrot, Amanites du Sud-Ouest de la France: 80 (1960)
- Amanita citrina f. grisea Hongo, J. Jap. Bot. 33: 346 (1958)
- Amanita citrina f. lavendula (Coker) Veselý, Annls mycol. 31(4): 239 (1933)
- Amanita citrina var. alba (Gillet) Rea, Brit. basidiomyc. (Cambridge): 100 (1922)
- Amanita citrina var. brunneoverrucosa Lécuru, Bull. Soc. Mycol. N. France 85-86(1-2): 75 (2009)
- Amanita citrina Pers., Tent. disp. meth. fung. (Lipsiae): 70 (1797) var. citrina
- Amanita citrina var. eucitrina Maire, Mém. Soc. Sci. Nat. Maroc. 45: 102 (1937)
- Amanita citrina var. gracilis A.G. Parrot, Bull. trimest. Soc. mycol. Fr. 81(4): 657 (1966) [1965]
- Amanita citrina var. grisea (Hongo) Hongo, Mem. Fac. lib. Arts Educ. Shiga Univ., Nat. Sci. 9: 71 (1959)
- Amanita citrina var. intermedia Neville, Poumarat & Hermitte, in Neville & Poumarat, Fungi europ. (Alassio) 9: 808 (2004)
- Amanita citrina var. lavendula (Coker) Sartory & Maire, Compendium Hymenomycetum, Amanita. Fascicle: 25 (1922)
- Amanita citrina var. mappa (Batsch) Pers., Syn. meth. fung. (Göttingen) 2: 251 (1801)
- Amanita citrina var. mappalis Gray [as 'Published as 'ß], Nat. Arr. Brit. Pl. (London) 1: 599 (1821)
- Amanita citrina var. vulgaris Alb. & Schwein., Consp. fung. (Leipzig): 143 (1805)
- Amanita mappa (Batsch) Bertill., in Dechambre, Dict. Encyclop. Sci. Medic. 13: 500 (1866)
- Amanita mappa var. alba (Gillet) Rea, Brit. basidiomyc. (Cambridge): 100 (1922)
- Amanita mappa var. citrina (Pers.) Rea, Brit. basidiomyc. (Cambridge): 100 (1922)
- Amanita mappa var. lavendula Coker, J. Elisha Mitchell scient. Soc. 33(1-2): 1-88 (1917)
- Amanita mappa (Batsch) Bertill., in Dechambre, Dict. Encyclop. Sci. Medic. 13: 500 (1866) var. mappa
- Amanita mappa var. tenuipes (Murrill) Murrill, Lloydia 11: 105 (1948)
- Amanita porphyria var. lavendula (Coker) L. Krieg., Mycologia 19(6): 309 (1927)
- Amanita venenosa var. alba Gillet, Hyménomycètes (Alençon): 44 (1874) [1878]
- Amanita virosa f. alba (Gillet) Courtec., Clé de determination macroscopique des champignons superieurs des regions du Nord de la France (Roubaix): 183 (1986)
- Amanitina citrina (Pers.) E.-J. Gilbert, in Bresadola, Iconogr. Mycol. 27(Suppl. 1): 78 (1941)
- Amanitina citrina (Pers.) E.-J. Gilbert, in Bresadola, Iconogr. Mycol. 27(Suppl. 1): 78 (1941) f. citrina
- Amanitina citrina f. glabra A.G. Parrot, Bull. trimest. Soc. mycol. Fr. 81(4): 657 (1966) [1965]
- Amanitina citrina var. alba (Gillet) E.-J. Gilbert, in Bresadola, Iconogr. Mycol. 27(Suppl. 1): 78 (1941)
- Amanitina citrina (Pers.) E.-J. Gilbert, in Bresadola, Iconogr. Mycol. 27(Suppl. 1): 78 (1941) var. citrina
- Amanitina citrina var. gracilis A.G. Parrot, Bull. trimest. Soc. mycol. Fr. 81(4): 657 (1966) [1965]
- Venenarius mappa (Batsch) Murrill, (1948)
- Venenarius mappa (Batsch) Murrill, (1948) var. mappa
- Venenarius mappa var. tenuipes Murrill, Lloydia 11: 104 (1948)[1]